# Pauline Sinnema
Pauline Sinnema (Amsterdam, 1 mei 1947 – Amsterdam, 5 maart 2019) was een Nederlands journalist voornamelijk werkend voor Het Parool.
Ze was dochter van Sophia Wilhelmina van Denderen en boekhouder Herman Sinnema. Ze was tussen 1971 en 1976 (echtscheiding) getrouwd met musicus Irvin Rochlin (Pauline Rochlin-Sinnema). Later had ze een relatie met jazzmusicus Dexter Gordon.
Het zag er niet naar uit dat ze het beroep van journalist zou voeren. Ze probeerde een studie tolk-vertaler Engels uit, maar brak die af. Ze ging in 1973 werken bij Associated Press, waar ze tot 1978 op de redactie werkzaam was. In 1978 stapte ze over naar Het Parool, waar ze eerste verslag deed van de raadsvergaderingen van de Gemeente Amsterdam, later werd ze algemeen verslaggever. Dat leverde haar conflicten op met de eindredactie, waarop ze de rubriek Uit & Thuis-agenda ging verzorgen. Volgens haar In memoriam in Het Parool had ze een feministische inslag, schreef wel voor de vrouwenpagina en werd ze vergeleken met en aangekondigd als opvolgster van Jeanne Roos, hetgeen ze zelf liever niet had. In datzelfde bericht werd een aantal spraakmakende interviews genoemd: Benazir Bhutto, Umberto Eco, Harry Mulisch, Germaine Greer, Annie M.G. Schmidt en Harry Wu.
In 1992 was ze betrokken bij het televisieprogramma De vierde kamer, een samenwerking tussen RTL 4 en Het Parool. Ze ging er samenwerken met Ton Elias (ook namens Het Parool) en Catherine Keyl (namens RTL). 
Conflicten leidden uiteindelijk tot vertrek bij Het Parool (in 1995 werd ze nog in de colofon genoemd); ze werd freelancer. In die periode verscheen Mijn vader slaat me niet over Abdel, die ze Nederlandse les gaf.
Ze overleed na jarenlang gerookt te hebben aan longkanker, ze wilde wel maar kon niet stoppen. Na haar overlijden werd ze gecremeerd.